# Regência Iugoslava

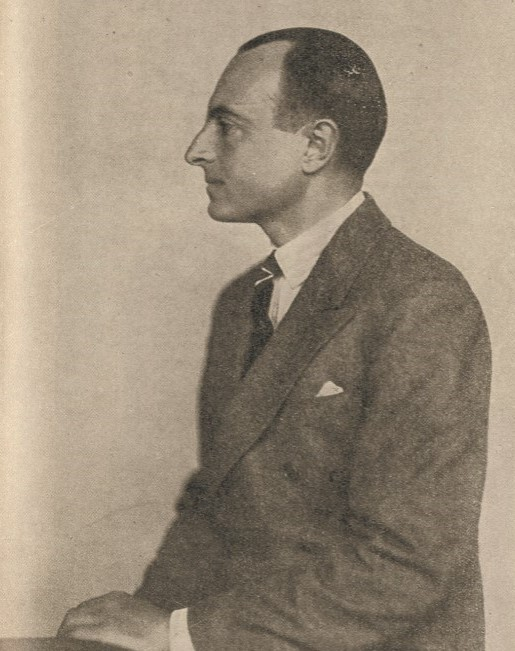
Paulo da Iugoslávia

A Regência Iugoslava foi um governo de três membros chefiado pelo príncipe regente Paulo da Iugoslávia no lugar de Pedro II até atingir a maioridade. Esteve em vigor entre novembro de 1934 e 27 de março de 1941.

## Prelúdio
Em 9 de outubro de 1934, o membro da IMRO, Vlado Chernozemski, assassinou o rei Alexandre I da Iugoslávia em Marselha, na França, e o primo de Alexandre, o príncipe Paulo, assumiu a regência. Em seu testamento, Alexandre havia estipulado que, se ele morresse, um conselho de regentes presidido por Paulo deveria governar até que o filho de Alexandre, Pedro II, atingisse a maioridade.

## Membros
- Príncipe Paulo da Iugoslávia
- Radenko Stanković
- Ivo Perović

## História
O príncipe Paulo, muito mais do que Alexandre, tinha uma perspectiva iugoslava e não sérvia (iugoslavismo versus nacionalismo sérvio). Contudo, ao contrário de Alexandre, ele se inclinava muito mais para a democracia. Em suas linhas mais amplas, sua política interna trabalhou para eliminar a herança do centralismo, da censura e do controle militar de Alexandre e para pacificar o país resolvendo o problema sérvio-croata.
A regência foi deposta com o golpe da maioridade de Pedro II em 1941. 